# Anneli Aarika
Eini Anneli Aarika (eredeti nevén: Eini Anneli Fagerholm, férjezett nevén: Anneli Aarika-Szrok) (Helsinki, 1924. október 18. – 2004) finn opera-énekesnő (alt), énektanár. 1951 és 1961 között a Magyar Állami Operaház tagja.

## Életpályája
A helsinki (1944–1949) és a budapesti (1949–1952) zeneakadémián tanult, majd 1951–1961 között az Operaház tagja volt. Kadosa Pál Huszti kaland című művében mutatkozott be. 1954-ben I. díjat nyert a Prágai Nemzetközi Tavaszi Fesztivál keretében rendezett énekversenyen. 1961-ben visszatért hazájába, ahol a riihimäki Musiikkiopisto tanárképzőjén lett énektanár, mellette a Finn–Magyar Baráti Társaság titkáraként is működött.

## Szerepei
- Eugen d’Albert: Hegyek alján – Rosalia
- Csajkovszkij: Jevgenyij Anyegin — Filippjevna
- Léo Delibes: Lakmé – Mistress Bentson
- Charles Gounod: Faust — Schwertlein Márta
- Horusitzky Zoltán: Báthory Zsigmond — Krisztierna anyja
- Kadosa Pál: Huszti kaland — Gazdasszony Rédey házában
- Wolfgang Amadeus Mozart: Figaro lakodalma — Marcellina
- Modeszt Petrovics Muszorgszkij: Borisz Godunov – Kszenyija dajkája
- Modeszt Petrovics Muszorgszkij: Hovanscsina — Marfa
- Jacques Offenbach: Hoffmann meséi — Antónia anyjának hangja
- Poldini Ede: Farsangi lakodalom – Egy háromlányos mama
- Polgár Tibor: A kérők — Margit
- Bedřich Smetana: Az eladott menyasszony – Háta
- Giuseppe Verdi: A trubadúr — Azucena
- Giuseppe Verdi: La Traviata – Annina
- Giuseppe Verdi: Álarcosbál — Ulrica
- Giuseppe Verdi: Simon Boccanegra — Amelia komornája
- Giuseppe Verdi: Aida – Főpapnő
- Richard Wagner: A bolygó hollandi — Mary
- Richard Wagner: A walkür – Schwertleite

## Díjai, elismerései
- 1955 — Szocialista kultúráért[6]